# إدوارد ماغواير
إدوارد ماغواير (بالإنجليزية: Edward McGuire)‏ هو لاعب كرة مضرب وسياسي أيرلندي، ولد في 1901، وتوفي في 27 أكتوبر 1992.

## مناصب
- انتخب عضو مجلس الشيوخ من أيرلندا عن دائرة الأعضاء المعينون في مجلس الشيوخ الأيرلندي [الإنجليزية]‏ وقد انضم خلال فترته النيابية ‏ (21 أبريل 1948 – 25 يوليو 1951) للكتلة البرلمانية مستقل.
- انتخب عضو مجلس الشيوخ من أيرلندا عن دائرة Industrial and Commercial Panel [الإنجليزية]‏ وقد انضم خلال فترته النيابية ‏ (14 يوليو 1951 – 7 يوليو 1954) للكتلة البرلمانية مستقل.
- انتخب عضو مجلس الشيوخ من أيرلندا عن دائرة Industrial and Commercial Panel [الإنجليزية]‏ وقد انضم خلال فترته النيابية ‏ (22 يوليو 1954 – 28 مارس 1957) للكتلة البرلمانية مستقل.
- انتخب عضو مجلس الشيوخ من أيرلندا عن دائرة Industrial and Commercial Panel [الإنجليزية]‏ وقد انضم خلال فترته النيابية ‏ (22 مايو 1957 – 1 سبتمبر 1961) للكتلة البرلمانية مستقل.
- انتخب عضو مجلس الشيوخ من أيرلندا عن دائرة Industrial and Commercial Panel [الإنجليزية]‏ وقد انضم خلال فترته النيابية ‏ (14 ديسمبر 1961 – 28 أبريل 1965) للكتلة البرلمانية مستقل.